# سیپریان
اسقفتاسیوس سیسیلیوس سیپریانوس (Thascius Caecilius Cyprianus) در اوایل سده سوم (میلادی) در خانواده‌ای بانفوذ و بت‌پرست چشم به جهان گشود. او در کارتاژ به تعلیم علم معانی بیان مشغول بود و احتمالاً برای تصدی مقامی مهم، چون فرماندار ایالتی، آماده می‌شد. اما در سال ۲۴۶ مسیحی شد و به همهٔ مزایا و امتیازاتی که در پیش رو داشت پشت‌پا زد. او شرح می‌دهد که چگونه طی تفحص و سیر و سلوکش برای رسیدن به تعالیِ اخلاقی، متوجه مسیحیت شد:
من چنان اسیر اشتباهاتِ بی‌شمارِ گذشته‌ام بودم که باور نداشتم می‌توانم از آنها بگریزم، ... اما پس از آنکه آلودگی زندگی گذشته‌ام به آب تولد تازه تطهیر شد (تعمید)، ... و تولد دوباره‌ام آن‌چنان مرا احیا و دگرگون ساخت که انسانی جدید شدم، ... آنچه پیش‌تر برایم دشوار می‌نمود بسیار آسان شد.
به دوناتوس (Donatus)
سیپریان اندک‌زمانی پس از ایمان آوردنش در سال ۲۴۹ به مقام شیخی منصوب شد، و هنگامی که هنوز چندی از ایمان آوردنش نمی‌گذشت، به مقام اسقفی کارتاژ رسید، یعنی به مهم‌ترین مقام رسمی کلیسا در حیطه امپراطوری روم در آفریقا.
سیپریان تا زمان کشته‌شدنش در سال ۲۵۸، ده سال در مقام اسقف خدمت کرد. این سال‌ها، برای کلیسا دورانی بسیار دشوار بود. توانایی‌های سیپریان در زمینهٔ رهبری حتی بیش از یک فرماندار رومی به چالش گرفته شد. تفکرات و نوشته‌هایش پاسخی بود به مسائل و مشکلاتی که با آن روبه‌رو بود. او در وهلهٔ اول مرد عمل بود نه یک اندیشمند. برای سیپریان زندگی و اندیشه از هم جدایی‌ناپذیر بود و هیچ‌یک را نمی‌شد بدون دیگری توصیف و تبیین کرد. او عمیقاً تحت تأثیر ترتولیان بود و همچنان که خودْ می‌گوید هر روز آثار او را مطالعه می‌کرد و او را «استاد» می‌خواند. اگرچه ترتولیان تندرویی سازش‌ناپذیر و در عمل خارج از گود بود، اما سیپریان پیش از هر چیز مرد عمل و ذاتاً رهبر و پیشوا بود. او آرمان‌هایِ افراطی و اخلاقیِ ترتولیان را به انضباط کلیساییِ واقع‌گرایانه تبدیل کرد.
سیپریان به محض انتصاب به مقام اسقفی، به رویارویی با مسائل برخاست. برخی از روحانیون ارشد کارتاژ پس از انتصاب سیپریان به مقام اسقفی، نسبت به او که شروعی چشم‌گیر داشت و پیش‌تر از طبقهٔ بانفوذ بود (و حال باید از او اطاعت می‌کردند)، حسد می‌ورزیدند. اما این تنش‌ها تهدیدی جدی علیه کلیسا محسوب نمی‌شد زیرا جدی‌ترین جفای بر کلیسا در راه بود، یعنی جفای دسیان در سال‌های ۲۴۹–۲۵۱ این نخستین جفای هماهنگ بود که در سراسر امپراطوری روم علیه کلیسا وارد می‌شد. امپراتور دسیان در دو مرحله بر کلیسا حمله برد. نخست اسقفان مهم را که نقش رهبری داشتند از میان برداشت، و اسقفان رُم، انطاکیه، اورشلیم و قیصریه، همه را کشتند. به سیپریان از پیش هشدار دادند و او خود را در ناحیه‌ای نزدیک کارتاژ پنهان ساخت، و از آنجا با نامه کلیسا را طی دوران جفا رهبری می‌کرد. اما به‌خاطر فرارش، مخصوصاً از سوی روحانیون حسود، شدیداً مورد انتقاد قرار گرفت. در دومین مرحلهٔ جفا مسیحیان را مجبور می‌ساختند تا در برابر خدایان رومی قربانی بگذرانند. همه باید گواهیِ مکتوب می‌آوردند دال بر اینکه در برابر خدایان قربانی گذرانده‌اند و اگر نه با مرگ روبه‌رو می‌شدند. کلیسا که چند سالی را در آرامش گذرانده بود، آمادگی رویارویی با این یورش سهمگین را نداشت. بسیاری از مسیحیان در برابر خدایان قربانی گذراندند، حتی اسقفی به همراه همهٔ مسیحیان حوزهٔ اسقفی‌اش در برابر خدایان قربانی گذرانیدند. برخی دیگر نیز بدون اینکه قربانی بگذرانند، به مقامات رومی رشوه دادند و از آنها گواهی گرفتند.
طبق سنن کلیسایی، اشخاص مرتد (یعنی کسانی که انکار ایمان می‌کردند) مجدداً به عضویت کلیسا پذیرفته نمی‌شدند؛ ولی با خیل انبوهی از مردم که خواهان پذیرش مجدد در کلیسا بودند چه باید می‌کرد؟ اما اینها دو موضوع متفاوت بودند. نخست اینکه آیا مرتدان باید در دم پذیرفته می‌شدند یا باید دورهٔ انابت را می‌گذراندند (دوره‌ای که با اعتراف در انظار آغاز می‌شد و با توبه و احساس پشیمانی و ریاضت ادامه می‌یافت)، یا اینکه هرگز نباید پذیرفته می‌شدند؟ دیگر آنکه چه کسی باید در این مورد تصمیم می‌گرفت؟ معترفین، که به‌خاطر ایمان‌شان حبس کشیده بودند و برای آن حاضر به جان‌فشانی بودند، وظیفهٔ مصالحه و پذیرش مرتدان در کلیسا را به‌دوش گرفتند. البته این امر در سنن کلیسا ریشه داشت، اما برخی افراد بی‌مسئولانه به هر کس و هر چیز بخشش عطا می‌کردند. آیا حق تصمیم‌گیری در این مورد بر عهدهٔ اسقفان بود یا معترفین؟ سیپریان تأکید داشت که این حق مسلم اسقفان است، اگرچه آنان باید به توصیه‌های معترفین نیز گوش فرادهند. سیپریان اثر مهمی به نام «مرتد» نوشت و در آن، به بررسیِ این موضوع پرداخت. پس از دوران جفا، در سال ۲۵۱، شورایی در کارتاژ تصمیم گرفت که مرتدان پس از طیِ دوران توبه و انابت می‌توانند در کلیسا پذیرفته شوند. سال بعد، که احتمال وقوع جفایی دیگر می‌رفت، شورایی دیگر اعلام کرد آنانکه پیش‌تر بی‌درنگ دورهٔ توبه و انابت را آغاز کرده‌اند، می‌توانند در کلیسا پذیرفته شوند. سیپریان در این شوراها نقشی مهم و رهبری‌کننده داشت.
این تصمیمات دشوار مورد تأیید همگان نبود. برخی در کارتاژ بر این باور بودند که سیپریان بیش از حد سخت‌گیر است. بعضی روحانیون از او جدا شدند و کلیسایی رقیب تشکیل دادند که قوانینِ انضباطیِ آسان‌تری داشت؛ و اما در رُم، نفاق و دودستگی جهتی دیگر داشت. در سال ۲۵۱ اسقفی جدید به‌نام کورنلیوس (Cornelius) در رُم منصوب شد. او با پذیرشِ مرتدانِ توبه‌کار موافق بود. نواتیان (Novatian) که شیخی کارآمد بود، از اینکه به اسقفی منصوبش نکرده بودند به خشم آمد، و خود را به مقام اسقفی منصوب کرد. کلیسای او بر خلاف «کلیسای مرتدان» (عنوانی که آنها به کلیساهای دیگر داده بودند)، مرتدان را نمی‌پذیرفت.
سیپریان مسئلهٔ نقاق و دودستگی را به‌شدت جدی می‌گرفت. مهم‌ترین اثرش «اتحاد کلیسا» را نیز به همین موضوع اختصاص داد. از نظر او اتحاد کلیسا امری بدیهی و مسلم است، و فرقه‌گرایی در کلیسا ممکن نیست. تنها کلیسایِ راستین، کلیسایِ کاتولیک است. کلیسا را نمی‌توان تقسیم کرد، بلکه فقط می‌توان تَرکَش کرد، چنان‌که نواتیان کرده بود. منافقانی که کلیسایِ کاتولیک را تَرک می‌کنند در واقع خودکشیِ روحانی می‌کنند.
«چنان‌که شاخهٔ بریده شکوفه نمی‌دهد، و نهر بی‌سرچشمه می‌خشکد ... کسی که کلیسایِ مسیح را ترک کند نیز پاداشِ مسیح را از دست خواهد داد، و دیگر غریبه و دشمن خواهد شد. بدون پذیرشِ کلیسا به‌عنوان مادر، نمی‌توان از پدریِ خدا بهره‌مند شد. اگر فرار از کشتی نوح (Noah) ممکن بود پس فرار از کلیسا نیز ممکن است ... تنها یک تعمید هست، حال آنکه منافقان می‌پندارند که می‌توانند تعمید بدهند. خودْ چشمهٔ حیات را ترک کرده‌اند، و حال وعدهٔ فیضِ تعمیدِ نجات‌بخش می‌دهند. افراد در این تعمید نه تطهیر بلکه مُلّوث می‌شوند و گناهان‌شان نه زدوه، بلکه افزوده می‌شود، و با این تعمید نه فرزند خدا، بلکه برای شیطان متولد می‌شوند ... چگونه می‌پندارند مسیح همراه‌شان است حال آنکه خارج از کلیسای او دور هم می‌آیند؟ اینان افراد حتی نمی‌توانند به‌خاطر اعترافِ نام مسیح کشته شوند زیرا لکهٔ (نفاق) حتی با خون (کشته‌شدن) نیز پاک نمی‌شود. گناه دهشتناکِ شقاق و نفاق حتی با رنج و عذاب نیز تطهیر نمی‌شود. خارج از کلیسا حتی نمی‌توان کشته شد.»
اتحاد کلیسا ۵، ۶، ۱۱، ۱۳، ۱۴
اسقفان محور اتحاد کلیسا هستند. «شما باید بدانید که اسقف در کلیسا است و کلیسا در اسقف. اگر کسی با اسقف نیست، او در کلیسا نیست.» اسقفان جانشینان رسولانند، یعنی وظایف و عمل‌کردهای رسولان را بر عهده دارند. اسقف در کلیسای خود بالاترین مرجع است، و تنها در اتحاد و هماهنگی با دیگر اسقفان کلیسای کاتولیک است که اسقف باقی می‌ماند. اسقفان به سهام‌داران یک شرکت می‌مانند. یک سهام‌دار به اتفاق دیگر سهام‌داران در شرکت سهم دارد.
اسقفان باید در اتحاد و هماهنگی با یکدیگر باشند اگرچه هر یک در کلیسای خود استقلال رأی و عمل دارند. اینجا در اندیشهٔ سیپریان تنشی به چشم می‌خورد که در مباحثه‌ای دیگر به‌روشنی آشکار می‌شود. آیا کسی که توسط کلیسای نواتیان مسیحی می‌شد و می‌خواست به کلیسای کاتولیک بپیوندد، آیا باید مجدداً تعمید می‌گرفت؟ کلیسای رُم می‌گفت خیر. اما سیپریان، با پیروی از سنتِ معمولِ کلیسایِ آفریقا بر این باور بود که چنین شخصی باید مجدداً تعمید بگیرد. استفان، اسقف وقت رُم در پی این بود که نظر خود را به دیگران تحمیل کند و این امر باعث مشاجره شد. سیپریان بر این باور بود که هر اسقفی خودْ می‌تواند در مورد این موضوع تصمیم بگیرد، و می‌گفت: «اسقفِ اسقفان» نمی‌خواهیم، چه در رُم و چه در کارتاژ. در واقع مدتی هم رابطهٔ کلیسای آفریقا و رُم قطع شد. گروهی از اسقفان شرق طرفدار سیپریان شدند و استفان را به‌خاطر غرور و تکبرش و اینکه نظرش را بر دیگران تحمیل می‌کرد، ملامت کردند. با شروع جفایی دیگر در سال ۲۵۷ و مرگ استفان در همان سال، شرایط موجود تغییر کرد. خطری که هر دو کلیسا را تهدید می‌کرد باعث قرابت‌شان شد. کلیسای رُم و آفریقا پذیرفتند که هریک مطابق دیدگاه خودْ تعمید مجدد بدهند و این امر به‌منزلهٔ پیروزی دیدگاه سیپریان بود. سال بعد، یعنی در سپتامبر ۲۵۸ سیپریان را گردن زدند. او برای دفاع از مرجعیتِ اسقفان سخت مبارزه کرد، یعنی دفاع از «کلیسای اسقفان» در برابر «کلیسای شهیدان». و با کشته‌شدنش به‌عنوان یک اسقف، مهر تأییدی بر تلاش‌های خود زد.
تأثیر سیپریان به‌خصوص بر کلیسای غرب بسیار عمیق بود. به‌خاطر تلاش‌های او بود که کلیسایِ کاتولیک، کلیسایِ «مرجع و مقتدرِ اسقفان» شد تا کلیسایِ «پرشورِ۶ شهیدان» (Charismatic). کلیسای کاتولیک آفریقا در قرن چهارم دیدگاه او در مورد تعمید مجدد را رد کرد. اما کلیسای نوبنیاد دوناتیستی (Donatist) هم بود که خود را «کلیسای شهیدان» می‌دانست، و دیدگاه سیپریان در مورد تعمید مجدد را برگزید. هر چند سیپریان در تثبیتِ برتریِ مقام اسقفان بر اعضای عادی کلیسا و روحانیون پایین‌رتبه موفق شد اما در کسب استقلال و خودمختاری برای اسقفان چندان موفق نبود. پس از مدتی، لااقل در غرب، دیدگاه سیپریان مبنی بر «انتصاب گروهی از اسقفان هم‌رتبه» کنار گذاشته شد و دیدگاه کلیسای کاتولیک روم مبنی بر انتصاب پاپ به‌عنوان «اسقف اسقفان» جایگزین آن گردید. نظریات سیپریان در مورد ماهیت و اتحاد کلیسا تأثیر بسیار عمیقی برجای گذاشته است. آموزهٔ او در این مورد بیش از هزارسال به‌عنوان دیدگاه رایج باقی‌ماند، و تنها در سالیان اخیر در کلیسای کاتولیک رومی تا حدی تعدیل ساخت. برای مثال نظریهٔ کارل رانر (Karl Rahner) در مورد «مسیحیت بی‌نام و نشان»، آموزهٔ سیپریان را تا حدی تعدیل کرده و از اهمیت آن کاسته است.